# Douglas A-3
Douglas A-3 Skywarrior foi uma aeronave bimotora originalmente concebida como um bombardeiro estratégico para a Marinha dos Estados Unidos, aproveitando o espaço e a enorme capacidade de lançamento dos porta-aviões em desenvolvimento da classe Forrestal.
Devido ao seu tamanho e peso, rapidamente foi apelidado pelas equipes de manutenção, The Whale (a baleia).
As entregas para serviço operacional começaram 31 de Março de 1956. Ao logo de três décadas foi empregue nas suas principais variantes, nos mais diversos conflitos começando pela guerra do Vietname e acabando na Guerra do Golfo, apesar de retirados oficialmente do serviço activo.